# Aleksandar Maksimović
Aleksandar Maksimović (cyr. Александар Максимовић; 26 lutego 1988) – serbski zapaśnik walczący w stylu klasycznym. Olimpijczyk z Londynu 2012, gdzie zajął szesnaste miejsce w kategorii 66 kg.
Ośmiokrotny uczestnik mistrzostw świata; zajął piąte miejsce w 2013 i 2016. Czterokrotnie stawał na podium mistrzostw Europy w latach 2011 – 2017. Piąty na igrzyskach europejskich w 2015 i siódmy w 2019. Trzynasty w indywidualnym Pucharze Świata w 2020. Srebrny medalista igrzysk śródziemnomorskich w 2009 i 2013. Mistrz śródziemnomorski w 2014 i trzeci w 2010. Drugi na Światowych Igrzyskach Sportów Walki w 2013. Wicemistrz świata juniorów w 2008 i mistrz Europy juniorów w 2007 i 2008 roku.
- Turniej w Londynie 2012

Przegrał z Kazachem Darchanem Bajachmetowem i odpadł z turnieju.